# Hertford College (Oxford)

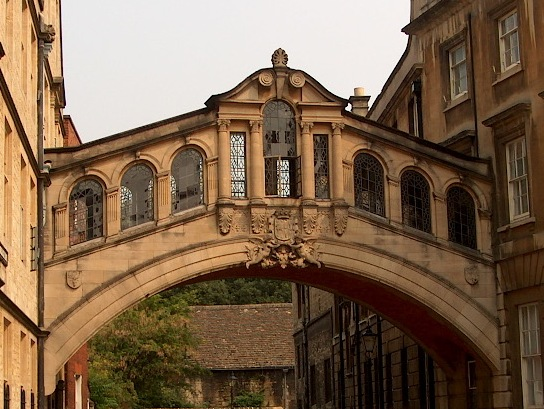
A Ponte dos Suspiros do Hertford College

Hertford College é uma das faculdades da Universidade de Oxford na Inglaterra.
Hertford College era originalmente conhecido como "Hart Hall" (Aula Cervina). O local de Hart Hall foi comprado por Elias de Hertford em 1283. Em 1312, Hart Hall foi comprado por Walter de Stapledon, bispo de Exeter e fundador do Exeter College, que foi dono do Hart Hall por muitos anos.
Em 1710, William Newton se tornou o diretor do Hart Hall. Em 1723, Newton propôs formalmente que Hart Hall fosse licenciada como uma faculdade e em 1740 uma carta foi concedida para o novo Hertford College. Depois que Newton morreu, no entanto, a faculdade entrou em decadência e foi dissolvida depois que o último diretor morreu em 1805.
Em 1816, o local da faculdade foi doado para Magdalen Hall, que começou como uma escola secundária associada ao Magdalen College em 1480. Magdalen Hall mudou-se para o local da antiga faculdade em 1822 e, em 1874, foi fundado como Hertford College.